# Histoire du Pays basque pendant la Seconde Guerre mondiale
L'histoire du Pays basque pendant la Seconde Guerre mondiale est la période du territoire basque se déroulant entre juillet 1940 et juin-juillet  1944. La guerre a touché le Pays basque français, mais aussi les régions frontalières à travers les Pyrénées en raison de l'instabilité qui suit la fin de la guerre civile espagnole et des liens d'amitié entre l'Allemagne, la France vichyste et la dictature militaire espagnole triomphante.

## Retombées de la Guerre civile espagnole

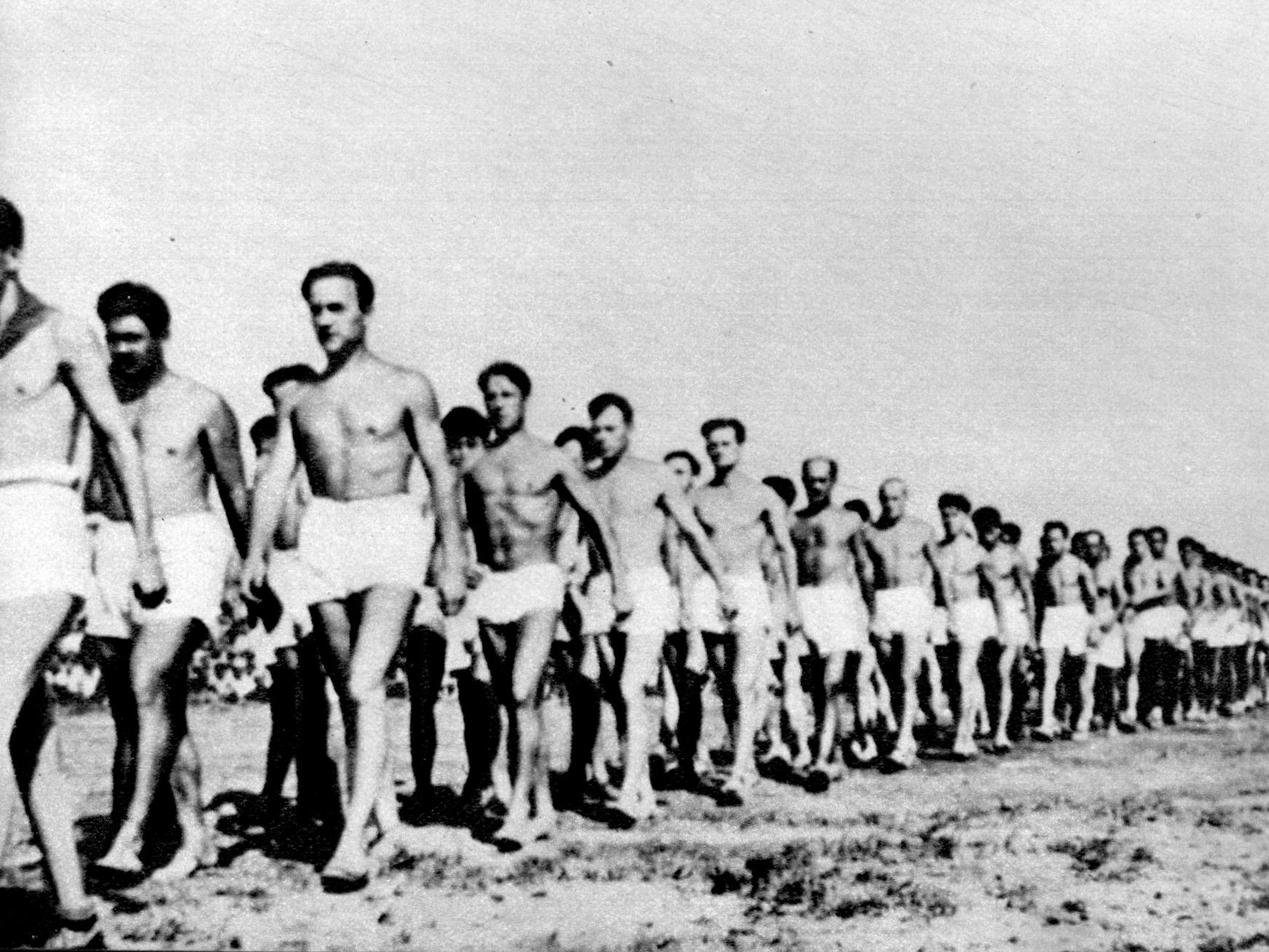
Détenus au camp d'internement de Gurs (1939).

Dès juin 1937, le front nord de la guerre civile espagnole s'effondre pour les républicains et de nombreux Basques espagnols passent la frontière pour se réfugier en France. Finalement, lors de la défaite définitive des forces de la République espagnole face aux forces nationalistes du général Franco, en 1939, environ un demi-million de républicains et leur famille ont fui leur pays afin de ne pas être tués ou emprisonnés par le régime fasciste espagnol ;  dans ce décompte, jusqu'à 150 000 d'entre eux seraient des Basques, soit une proportion extraordinaire dans le décompte global. Certains d'entre eux, dont de nombreux gudaris, traversent la frontière et veulent se rendre dans le Labourd. Ils sont confinés à côté de Bayonne, tandis que le gouvernement français entreprend de construire des camps d'internement aux pieds des Pyrénées septentrionales destinés à abriter les civils et républicains fuyant le front basque, ainsi que la Catalogne, bloqués en Roussillon. À côté de Gurs (franges extérieures de la Soule, dans le Béarn), un camp d'internement est établi en mars-avril 1939.
L'accueil de la population envers les réfugiés républicains espagnols, perçus comme des « rouges », s'avère globalement négatif, puisque Béarnais et Basques sont souvent adeptes d'un état d'esprit traditionaliste, impulsé au Pays basque par Ybarnegaray, ancienne personnalité sportive de premier plan et député local. Jean Ybarnegaray fait appel à la nature instinctivement prudente des habitants de sa circonscription rurale, mettant en garde contre une culture politique consciemment basque, comme celle promue par le Parti nationaliste basque. Seul Oloron (limitrophe de la Soule), avec un conseil de gauche, montrera un soutien actif aux exilés de la guerre civile espagnole.

## Déclenchement de la Seconde Guerre mondiale

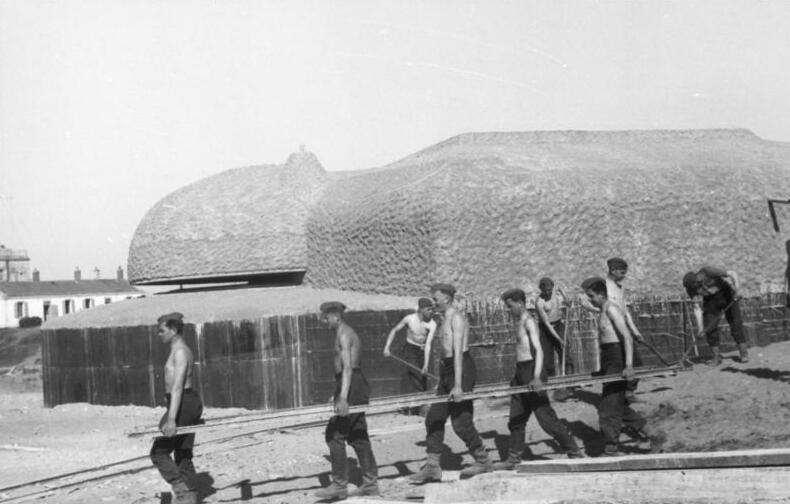
Construction du mur de l'Atlantique dans les environs d'Hendaye, en 1942.

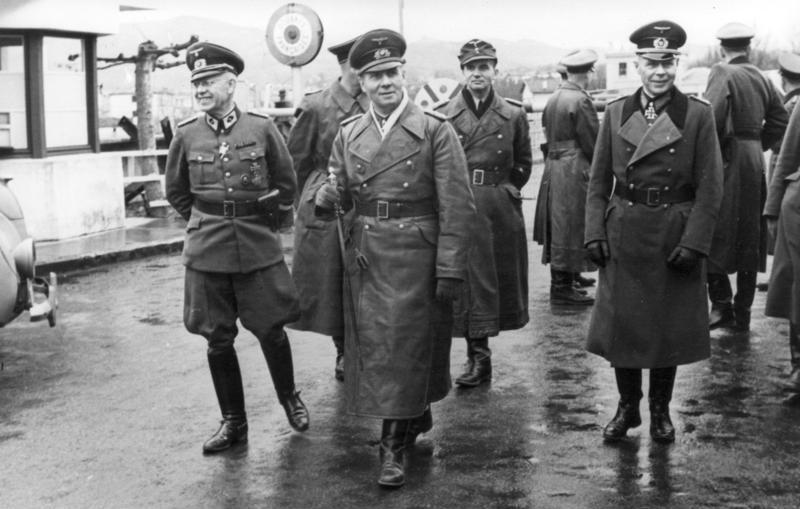
Rommel à Hendaye (février 1944).

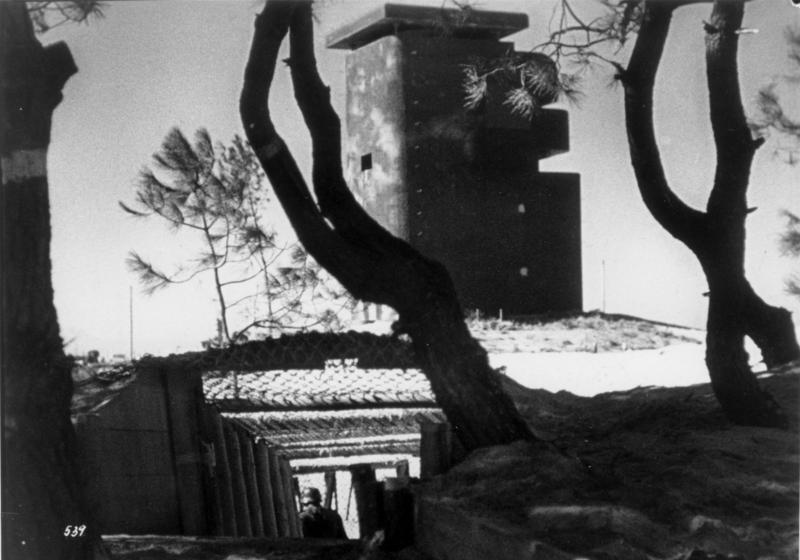
Station du mur de l'Atlantique à l'embouchure de l'Adour (1944).

En mai 1940, l'Allemagne nazie envahit la France et l'armée française, malgré ses combats retardateurs qui causent la mort de plus de 20000 Allemands et celles de plus de 60 000 militaires français, est défaite. L'armistice du 22 juin 1940 institue une administration militaire allemande en France occupée de l'Atlantique français, y compris dans le Pays basque français jusqu'à Saint-Jean-Pied-de-Port. Une zone interdite de 20 km de large le long de la côte derrière le mur de l'Atlantique était réservée aux civils non résidents. En juin 1940, des milliers de militaires polonais, faisant retraite lors de la bataille de France, ainsi que des réfugiés civils, sont évacués de Saint-Jean-de-Luz. 
La zone occupée fonctionne sur le fuseau horaire allemand. Le reste du Pays basque français jusqu'au Béarn (Soule et Basse-Navarre orientale) est soumis à l'autorité du gouvernement de Vichy jusqu'au 11 novembre 1942, date à laquelle la ligne de démarcation est franchie par les Allemands et l’ancienne « zone libre » est occupée et gouvernée par les forces allemandes. 
Pendant l'occupation nazie, de l'autre côté de la frontière franco-espagnole, Saint-Sébastien s'avère être une retraite tranquille pour les officiers de l'armée allemande, qui dépensent généreusement dans la région, appauvrie après la guerre civile.
À compter de juillet 1940, la grande majorité des Français ont eu une attitude « attentiste » espérant l'arrivée des Alliés le plus tôt possible afin de les libérer des Allemands et n'ont pas participé à des actions de la Résistance intérieure. Certains, pourtant, décident de rejoindre la Résistance mais demeurent profondément divisés. Au Pays basque français, la majeure partie des Basques montre une allégeance au régime de Vichy. Pétain montre une sympathie pour les caractéristiques traditionnelles et régionales, qui ont fourni un terrain fertile pour relancer un mouvement régionaliste représenté par le mouvement Eskualerristes et la revue Aintzina, dont certains membres défendent une approche ouvertement séparatiste. Jean Ybarnegaray devient ministre, au sein du gouvernement présidé par le maréchal Pétain. Cependant, aucune mesure régionaliste ne vient d'être mise en œuvre par le régime de Vichy. Le Parti nationaliste basque est en plein désarroi après l'exil. Des personnalités comme Eugène Goyheneche explorent la possibilité d'un État fantoche basque après une victoire nazie. D'autres nationalistes, cependant, recueillent des renseignements pour les Alliés.
Dans les Pyrénées occidentales, en particulier le Labourd et la Basse-Navarre, la Résistance fournit une aide aux Juifs et assiste les pilotes alliés abattus à traverser la frontière vers l'Espagne théoriquement neutre, avec l'aide du clergé basque (par exemple le père Pierre Laffite) et le mugalariak (contrebandiers locaux) se démarquant dans cette poursuite. Des résistants et des passeurs s'organisent au sein du réseau Comète pour les aider à traverser la frontière. La version basque du maquis français est centrée dans la Soule, plus intense sur ses hauts plateaux et subit les actions anti-Résistance menées par les Allemands: arrestations, tortures, déportations, exécutions sommaires.
L'une des grandes personnalités de la Résistance basque est Frantxia Haltzuet, membre du réseau Comète.

## Fin de l'occupation
Le régime de Vichy en novembre 1942 ne s'oppose pas au franchissement de la ligne de démarcation par les Allemands et la zone non occupée dont faisait partie une partie du Pays Basque est alors occupée : à compter du 11 novembre 1942, les Allemands occupent tout le Pays basque. En 1944, le maquis de la Soule prend part à la libération de Mauléon et Tardets. L'occupation du Pays basque prend fin en 1944, après le retrait définitif des troupes allemandes à la suite des offensives alliées. Cependant, les Allemands trouvent le temps d'étendre leur mur de l'Atlantique jusqu'à Hendaye, laissant derrière eux leurs vestiges, toujours visibles aujourd'hui.
Les Basques actifs évacués lors de la dernière étape du front nord de la guerre civile espagnole ont rejoint les forces alliées et ont  joué un rôle essentiel dans la bataille de la pointe de Grave avec leur bataillon Gernika (Gironde). Charles de Gaulle déclarera notamment : « La France n'oubliera jamais le sacrifice des Basques pour la libération de notre terre ».

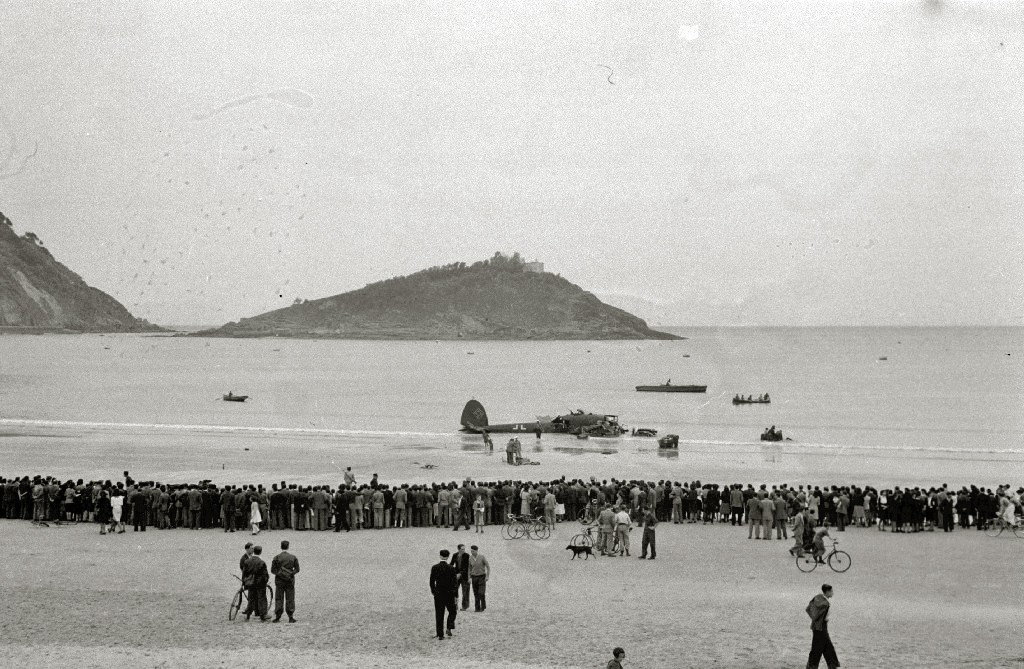
Le bombardier bimoteur Heinkel 111 écrasé sur la plage (mai 1945).

Le 7 mai 1945, jour de la libération de la Norvège occupée, Josef Terboven, ancien Reichskommissar de Norvège, réquisitionne un bombardier bimoteur Heinkel 111 et place à bord le chef du mouvement pro-allemand en Wallonie Léon Degrelle et cinq autres hommes avec pour destination l'Espagne franquiste puis l'Amérique du Sud. Cependant,  le lendemain, l'avion en difficulté atterrit en catastrophe sur une plage de Saint-Sébastien dans le nord de l'Espagne. Sa présence embarrasse le régime de Francisco Franco, qui héberge déjà Pierre Laval. Léon Degrelle, qui a entre autres une jambe cassée, est hospitalisé et détenu. 